# David Card
David Card (n. 1956, Guelph⁠(d), Ontario, Canada) este un economist canadian, profesor la University of California, Berkeley. În 2021 i-a fost decernat Premiul Nobel pentru Științe Economice, „pentru contribuțiile sale empirice la economia muncii” (jumătate din valoarea premiului), alături de Joshua Angrist și Guido Imbens, „pentru contribuțiile lor metodologice la analiza relațiilor cauzale” (cealaltă jumătate).

## Lucrări selective
- Card, David; Raphael, Steven, ed. (2013). Immigration, Poverty, and Socioeconomic Inequality. New York: Russell Sage Foundation. ISBN 9780871544988.
- Card, David; Krueger, Alan B. (2011).  Akee, Randall K. Q.; Zimmermann, Klaus F., ed. Wages, School Quality, and Employment Demand. IZA Prize in Labor Economics Series. Oxford: Oxford University Press. ISBN 9780199693382.
- Ashenfelter, Orley; Card, David, ed. (2011). Handbook of Labor Economics. Handbook of Labor Economics. 4A. Amsterdam: Elsevier. ISBN 9780444534507.
- Ashenfelter, Orley; Card, David, ed. (2011). Handbook of Labor Economics. Handbook of Labor Economics. 4B. Amsterdam: Elsevier. ISBN 9780444534521.
- Auerbach, Alan J.; Card, David; Quigley, John M., ed. (2006). Poverty, The Distribution of Income , and Public Policy. New York: Russell Sage Foundation. ISBN 9780871540461.
- Card, David; Blundell, Richard; Freeman, Richard B., ed. (2004). Seeking a Premier Economy: The Economic Effects of British Economic Reforms, 1980-2000. National Bureau of Economic Research Comparative Labor Markets Series. Chicago: University of Chicago Press. ISBN 9780226092843.
- Card, David; Blank, Rebecca M., ed. (2000). Finding Jobs: Work and Welfare Reform. New York: Russell Sage Foundation. ISBN 9780871541161.
- Ashenfelter, Orley C.; Card, David, ed. (1999). Handbook of Labor Economics. Handbook of Labor Economics. 3A. Amsterdam: Elsevier. ISBN 9780444501875.
- Ashenfelter, Orley C.; Card, David, ed. (1999). Handbook of Labor Economics. Handbook of Labor Economics. 3B. Amsterdam: Elsevier. ISBN 9780444501882.
- Ashenfelter, Orley C.; Card, David, ed. (1999). Handbook of Labor Economics. Handbook of Labor Economics. 3C. Amsterdam: Elsevier. ISBN 9780444501899.
- Card, David; Krueger, Alan B. (1995). Myth and Measurement: The New Economics of the Minimum Wage. Princeton: Princeton University Press. ISBN 9780691043906.
- Card, David; Freeman, Richard B., ed. (1993). Small Differences that Matter: Labor Markets and Income Maintenance in Canada and the United States. National Bureau of Economic Research Comparative Labor Markets Series. Chicago: University of Chicago Press. ISBN 9780226092836.